# سیارک ۲۷۱۲۶
سیارک ۲۷۱۲۶ (به انگلیسی: 27126 Bonnielei، نامگذاری:1998WG23)۲۷۱۲۶مین سیارک کشف شده‌است که در ۱۸ نوامبر ۱۹۹۸ کشف شد.